# パワーモンガー
『パワーモンガー』 (Powermonger) は、1990年にアメリカ合衆国のエレクトロニック・アーツから発売されたAmiga用シミュレーションゲーム。
ゲームシステムはリアルタイムストラテジーであり、「パワーモンガー」とは「権力の亡者」と言う意味である。かつて国王であったが戦乱により祖国を追われたプレイヤーは、海を越えて別の文化圏に流れ着いた。そこの先住民「ハロルドII世」の抵抗を武力で排除し侵略を進め、王国の再建を目指すといったストーリーとなっている。なお、プレイヤーと同様の野心を持った第三勢力も2つ存在する。世界観としては、欧州の中世を連想させる。登場する武器は剣や弓や大砲などである。
ゲーム内容は、『ポピュラス』（1989年）の発展型とも言えるものとなっており、将軍（及び隷下の兵）に大ざっぱな命令を与えた後は、リアルタイムに進行する。地形は全てポリゴンで描かれており、自由に拡大・縮小・回転できる。世界は縦15×横13の195マップで構築されており、左上の隅からスタートしたプレイヤーは、右下隅の敵本拠地を目指し進軍していく。進軍経路はプレイヤーが任意に選ぶことができる。
開発はイギリスのブルフロッグが行い、プログラムは『ポピュラス』を手掛けたピーター・モリニューおよびグレン・コープス、ケヴィン・ドンキンが担当、音楽は『ドラッケン』（1989年）を手掛けたチャールズ・キャレットが担当している。
同年にAtari STに移植され、1991年にPC-9801、X68000に移植、1992年にFM TOWNS、PC/AT互換機に移植されるなど様々なパソコン機種にて発売された。1993年にはスーパーファミコンやメガドライブなど家庭用ゲーム機に移植された。1994年には欧米のみでメガCD、Macintoshに移植された。

## ゲーム内容

### システム
各マップでは人口の2/3を支配下に置くと勝利となり、次の進軍先を選択する事ができる。主に町を攻略し、支配下に置くことで人口を確保することができる。なお、兵士も人口に含まれるため、自分の兵士以外の全ての人間を殺害することでもクリアは可能である。
プレイヤーである将軍は、兵士を伴うことができる。兵士は任意に徴兵、解散が可能である。プレイヤーは将軍（及びその隷下の兵士）に対してコマンドを発行する。細かい挙動はCPUが処理する辺りは、ポピュラスと同様である。
また、敵の将軍と会敵すると、その場で戦闘が発生する。

### 町
マップには各所に町が存在し、これを攻撃して武力で屈服させることで支配下に置くことができる。支配下にある町は、食料の生産、武器の生産、物資の貯蔵、徴兵などが行える。あまりに積極的に徴兵を行うと食料を生産する人員がいなくなり、深刻な食糧不足に陥る可能性があるので、加減が必要である。

### 副将軍
町を攻略した時に、新たな人材を得ることができる。これを副将軍と呼ぶ。兵士を割り当ててプレイヤーの将軍と同様に扱えるほか、スパイとして敵対する町に潜り込むことも可能。ただし、プレイヤーから副将軍への命令伝達は伝書鳩で行われるため、双方の距離に応じた若干のタイムラグが存在する。

### コマンド
各コマンドには「積極度」を指定する必要がある。積極度1が25%、積極度2が50%、積極度3は100%を意味する。
移動
悪天候下では移動力が低下するほか、必要以上に物資を持っていても移動速度が低下する。ボートがあれば海を渡ることもできる。移動中に敵軍勢と会敵した時の対応には、積極度が関係する。
戦闘
他勢力の町や軍勢に戦闘をしかける。積極度次第で、退却の判定や、殺戮の度合いが異なる。例えば、町に対して積極度3で攻撃を仕掛けてしまうと、住民を皆殺しにしてしまう。
食糧貯蔵
将軍の所持している食料を、指定された場所に貯蔵する。町にも貯蔵が可能であり、町に潤沢な食料があれば、住民の信頼度が高まる。
食料調達
任意の地点に貯蔵した食料、あるいは町から食料を調達する。敵軍を撃破した時に落とす食料を拾うこともできる。
食糧供給
支配下の町や同盟勢力の町から、食料を集めて指定した地点に貯蔵する。とにかくそこら中からかき集めるので便利ではあるが、やや時間がかかる。
物資貯蔵
将軍の所持している物資を、指定された場所に貯蔵する。町にも貯蔵が可能である。余剰物資を所持していると進軍速度が落ちるため、その対策としての意味もある。
物資調達
任意の地点に貯蔵した物資、あるいは町から物資を調達する。
生産
町で壷、鋤、ボート、武器を生産する。積極度と町の置かれた環境によって、生産される物資は異なる。なお、生産中は目的とするものの生産に専念し、食糧生産が行われない。
徴兵
町から兵士を得るが、町の食料生産が下がるり、増えた兵士の分だけ、軍隊の食料消費量が増える。
兵士分配
将軍や副将軍の間で、兵士の分配を行う。
解散
将軍や副将軍の隷下の兵士を、故郷に戻す。兵士の数が必要以上になった時に実行する。鋤を持った兵を故郷にもどせば、その町での食料生産が向上する。
同盟
余剰物資を献上し、他勢力と同盟を結ぶ。同盟中の他勢力の町では、自勢力と同様に物資の調達が行えるが、徴兵や、羊を殺す行為を行うと、同盟は即座に解消される。
取引
他勢力の町に対して、食料と引き替えに物資を調達する取引をもちかける。特に同盟を結んでいる必要は無い。
撤退
軍隊を解散し、将軍、副将軍、兵は全て故郷に帰る。

### 物資
壷
同盟の際に献上する。
鋤
住民が持っていると、食料生産が上がる。生産には木材が必要。
ボート
住民が持っていると、漁業を行い、食料生産が上がる場合がある。兵士が装備している場合には、海を渡ることができる。生産には木材が必要。
投石機
強力な範囲攻撃を行える。生産には木材が必要で、町に商人がいる必要がある。
大砲
投石機より強力な範囲攻撃を行える。生産には金属が必要で、町に商人がいる必要がある。
剣
攻撃力は3。金属が必要。
槍
攻撃力は2。木材が必要。
弓
攻撃力は82。遠距離から攻撃ができるが、命中率は低い。生産には木材が必要。

## 移植版
| No. | タイトル                  | 発売日                         | 対応機種           | 開発元            | 発売元                              | メディア                | 型式                    | 備考 |
| --- | ------------------------- | ------------------------------ | ------------------ | ----------------- | ----------------------------------- | ----------------------- | ----------------------- | ---- |
| 1   | Powermonger               | 1990年                         | Atari ST           | ブルフロッグ      | エレクトロニック・アーツ            | フロッピーディスク      | -                       |      |
| 2   | パワーモンガー            | 1991年10月25日                 | PC-9801 X68000     | インフィニティー  | イマジニア                          | フロッピーディスク      | -                       |      |
| 3   | パワーモンガー            | 1992年5月1日                   | FM TOWNS           | インフィニティー  | イマジニア                          | CD-ROM                  | -                       |      |
| 4   | Powermonger               | 1992年7月 1992年               | PC/AT互換機        | ブルフロッグ      | エレクトロニック・アーツ            | フロッピーディスク      | -                       |      |
| 5   | パワーモンガー 魔将の謀略 | 1993年3月26日                  | スーパーファミコン | イマジニア        | イマジニア                          | 8メガビットロムカセット | SHVC-PM                 |      |
| 6   | パワーモンガー            | 1993年 1993年3月 1993年6月18日 | メガドライブ       | Sprytes           | エレクトロニック・アーツ EAビクター | 8メガビットロムカセット | 710501 E139SMXI EM20011 |      |
| 7   | Powermonger               | 1994年1月 1994年4月            | メガCD             | Sprytes           | エレクトロニック・アーツ            | CD-ROM                  | T-50035 T-50035-50      |      |
| 8   | Powermonger               | 1994年                         | Macintosh          | Atreid Concept SA | エレクトロニック・アーツ            | フロッピーディスク      | -                       |      |

## スタッフ
オリジナル版
- プログラム：ピーター・モリニュー、グレン・コープス、ケヴィン・ドンキン
- グラフィック：ゲイリー・カー、サイモン・ハンター
- サウンド：チャールズ・カレット
- ゲーム・テスト：アレックス・トロワー、シーン・クーパー、ジェームス・リチャードソン、ジョナサン・バーンズ
- サポート：レス・エドガー
- スペシャル・サンクス：ジョス・エリス、ルパート・イースターブルック、ケヴィン・シュラップネル、スコット・プロビン、ジョン・ロバート、ジェイソン・A・S・ホワイトリー
- サンクス：サイモン・ジェフリー、レスリー・マンスフィールド
- イントロ・シーケンス：E.S.D.
- イントロ・プログラム：スティーヴ・チャーマーズ
- イントロ・グラフィック：リチャード・フォックス、アンディ・スミス、ジョン・ダルジール
- イントロ・ミュージック：ティム・ライト

メガドライブ版
- プロデューサー：高木真一郎
- アシスタント・プロデューサー：いがらしけんいち
- プログラマー：やまぐちゆういち
- グラフィック：金子裕二
- マニュアル：宇都隆
- パッケージ・デザイン：ニックインターナショナル
- スペシャル・サンクス：水島正人、あかしひとし、あさのすすむ、やまぐちよしひろ、すずきよしのり

## 評価
スーパーファミコン版
- ゲーム誌『ファミコン通信』の「クロスレビュー」では、8・7・5・5の合計25点（満40点）、『ファミリーコンピュータMagazine』の読者投票による「ゲーム通信簿」での評価は以下の通りとなっており、15.59点（満30点）となっている。この得点はスーパーファミコン全ソフトの中で308位（323本中、1993年時点）となっている。また、『SUPER FAMICOM Magazine』1993年8月情報号特別付録の「スーパーファミコンオールカタログ'93」では、侵略する際に食糧が必要な事や登場キャラクターに細かい設定がある事を指摘した上で「ディテールがかなり細かい」と肯定的に評価した。

| 項目 | キャラクタ | 音楽 | 操作性 | 熱中度 | お買得度 | オリジナリティ | 総合  |
| 得点 | 2.77       | 2.41 | 2.68   | 2.64   | 2.32     | 2.77           | 15.59 |
メガドライブ版
- ゲーム誌『ファミ通』の「クロスレビュー」では、5・5・7・6の合計23点（満40点）、『メガドライブFAN』の読者投票による「ゲーム通信簿」での評価は以下の通りとなっており、17.3点（満30点）となっている。

| 項目 | キャラクタ | 音楽 | お買得度 | 操作性 | 熱中度 | オリジナリティ | 総合 |
| 得点 | 2.8        | 3.1  | 2.4      | 2.6    | 3.0    | 3.4            | 17.3 |
- ゲーム本『メガドライブ大全』（2004年、太田出版）では、戦争をせずにのんびりとプレイする事も楽しいと肯定的に評価、また登場キャラクターの設定の細かさを称賛し、寄り道プレイが楽しいのは洋ゲーならではであると主張した。